# Cantonul Noisy-le-Grand
Cantonul Noisy-le-Grand este un canton din arondismentul Le Raincy, departamentul Seine-Saint-Denis, regiunea Île-de-France, Franța.

## Comune
- Gournay-sur-Marne
- Noisy-le-Grand (reședință)